# Hotman El Kababri
Hotman El Kababri (24 januari 2000) is een Belgisch voetballer, die doorgaans speelt als verdedigende middenvelder. El Kababri doorliep zijn jeugdopleiding bij RSC Anderlecht. Sinds juli 2021 zit hij zonder club.

## Carrière
El Kababri is een jeugdproduct van RSC Anderlecht. Hij kwam in de seizoenen 2017/18 en 2018/19 met de club uit in de UEFA Youth League. Op zondag 28 juli 2019 maakte hij zijn officiële debuut in het eerste elftal toen hij op de eerste competitiespeeldag een basisplaats kreeg tegen KV Oostende. In de 82e minuut werd hij vervangen door mededebutant Thierry Lutonda. Het zou bij die ene wedstrijd blijven.
Op 31 januari 2020 ondertekende El Kababri een contract van anderhalf seizoen met optie op een extra seizoen bij Zulte Waregem. Daarbij speelde Borussia Dortmund een opvallende rol: de Duitse club wilde El Kababri graag aantrekken om hem meteen weer uit te lenen aan tweedeklasser SpVgg Greuther Fürth. Dat raakte door tijdsgebrek niet meer rond, waarop de club wel zijn transferrechten voor achttien maanden vergaarde. Ook Fortuna Düsseldorf, Hertha BSC en Willem II hadden in de winter van 2020 interesse in hem.
In zijn eerste halve seizoen kwam hij niet aan spelen toe bij Zulte Waregem, dat hem daarom in augustus 2020 uitleende aan tweedeklasser Lierse Kempenzonen. Ook daar raakte hij niet aan speelminuten. In januari 2021 ging hij zelfs weer meetrainen met de beloften van zijn ex-club Anderlecht.

## Clubstatistieken
| Seizoen                     | Club                 | Competitie      | Competitie | Competitie | Beker | Beker | Internationaal | Internationaal | Totaal | Totaal |
| Seizoen                     | Club                 | Competitie      | Wed.       | Dlp.       | Wed.  | Dlp.  | Wed.           | Dlp.           | Wed.   | Dlp.   |
| --------------------------- | -------------------- | --------------- | ---------- | ---------- | ----- | ----- | -------------- | -------------- | ------ | ------ |
| 2019/20                     | RSC Anderlecht       | Eerste klasse A | 1          | 0          | 0     | 0     | —              | —              | 1      | 0      |
| 2019/20                     | Zulte Waregem        | Eerste klasse A | 0          | 0          | 0     | 0     | —              | —              | 0      | 0      |
| 2020/21                     | → Lierse Kempenzonen | Eerste klasse B | 0          | 0          | 0     | 0     | —              | —              | 0      | 0      |
| 2020/21                     | Zulte Waregem        | Eerste klasse A | 0          | 0          | 0     | 0     | —              | —              | 0      | 0      |
| Totaal                      | Totaal               | Totaal          | 1          | 0          | 0     | 0     | 0              | 0              | 1      | 0      |
| Bijgewerkt t/m 1 juli 2021. |                      |                 |            |            |       |       |                |                |        |        |